# 微博客
微網誌（英語：microblog），是一种允许用户即时更新简短文本（通常少于Twitter開始的140字）并可以公开发布的微型博客形式。它允许任何人阅读或者只能由用户选择的群组阅读。隨著發展，這些訊息可以被很多方式傳送，包括短訊、即時訊息軟體、行動應用程式、電子郵件或網頁。一些微網誌也可以發佈多媒體，如圖片或影音剪輯和出版。
微網誌的代表性网站是Twitter、新浪微博和Plurk。
微網誌與傳統的部落格不同，其文件（例如文本、影音或者錄影）容量常較傳統的部落格小，但使用者還是會在相同的事務上和各自的原因運用它。許多微博在一個面對面水平上提供短的評論或者關於公司的份額新聞：產品和服務。

## 服務

### 早期及主要代表
在2007年5月，國際間計算總共有111個類似Twitter的網站。然而，最值得注意的是Twitter，這個網站创办於2006年7月並且在2007年於德克薩斯州奧斯汀舉辦的西南偏南（SXSW）會議贏得了部落格類的網站獎。Twitter的主要競爭對手是Plurk。
Pownce整合了微博客加上檔案分享和事件邀請的功能，由Digg的創始人 Kevin Rose 和另外三位開發者共同發展。
其他主導的社會網絡網站Facebook、MySpace、LinkedIn和XING也有他們自己的微博客，以狀態更新更著名。

### 社交机器人
活跃在微博客上的用户并非全是真实的人物，也有代码伪装成人的社交机器人。

### 中國大陆
在中国大陆，Twitter、Plurk和Facebook、Myspace等中国大陆境外微博和社交網站被国家部门封锁，饭否等先进入市场的小型微博于2009年7月后受管理部门长时间关停。新浪微博是大陆的主流微博服务，尤其在腾讯微博、网易微博等竞争者陆续停止运营后，在中文里“微博”一词经常用以特指新浪微博。

## 微博客及社交网站
- Bluesky
- 噗浪
- 新浪微博
- Solaborate
- Threads
- Tumblr
- Twister
- Vkontakte
- X（Twitter）
- Facebook
- Identi.ca
- Yammer
- Gab[6]
- Gettr

### 結束營運
- Google Plus
- Posterous
- Qaiku
- Soup.io

## 相关概念
- 博客
- Web 3.0
- 聯邦宇宙
- 社交网站

## 外部連結
- 趙鼎新：〈微博、政治公共空間和中國的發展〉 （页面存档备份，存于）（2012）
- 趙鼎新：〈微博已經改變了中國〉 （页面存档备份，存于）（2011）
- Web 2.0 的嵌入式生存法則
- 微博客應該知道的一些相關詞彙
- Twitter - 顛覆網路的微網誌代表作！
- 优秀的开源免费微博客建站程序大放送 （页面存档备份，存于）